# 木村栄文
木村 栄文（きむら ひでふみ、1935年1月22日 - 2011年3月22日）は、日本のテレビ番組ディレクター、プロデューサー。愛称はエイブンさん。

## 人物・来歴
福岡市出身。福岡県立修猷館高等学校を経て、西南学院大学商学部卒業後、1959年RKB毎日放送入社。ドキュメンタリー番組を手がける。これまで文化庁芸術祭に10回参加、大賞など6度の受賞経歴を持つ。報道制作局専任局長を経て、役員待遇、エグゼクティブ・プロデューサー。
代表的なドキュメンタリーに、水俣病を題材とした『苦海浄土』（石牟礼道子原作）、テキ屋の世界に密着した『祭ばやしが聞こえる』、韓国の流行歌から日韓の近現代史に迫る『鳳仙花～近く遥かな歌声～』、太平洋戦争下における日米のジャーナリスト二人を描く『記者それぞれの夏～紙面に映す日米戦争～』などがある。
2011年3月22日、心不全のため福岡市の自宅で死去。76歳没。
2012年6月から7月にかけて、東京、大阪、名古屋で「公開講座　木村栄文レトロスペクティブ」と銘打って、主要作品が劇場公開された。評伝に渡辺考『もういちどつくりたい テレビドキュメンタリスト・木村栄文』（講談社、2013年）がある。
家族は、妻・静子（しずこ）、長女・優（ゆう）・次女・愛（あい）、長男・慶（けい　※元フジテレビ報道局社会部ディレクター。現在はフリーで活動。テレビ西日本では特定危険指定暴力団「工藤會」のドキュメンタリー「最凶」を制作）。

## 代表作
- 苦海浄土(1970年)
- 飛べやオガチ(1970年) - 人力飛行機製作に没頭する前田建一の記録
- いまは冬(1972年) - 「地の塩の箱」運動に生涯を捧げた江口榛一を描く
- まっくら(1973年) - 筑豊の炭鉱街を舞台にしたドキュメンタリー
- 鉛の霧(1974年) - 鉛中毒事件が発生した工場が再建するまでの奮闘記
- 祭ばやしが聞こえる (1975年) ‐ テキ屋の人生と胸の内を作家・森崎和江と木村の視点で描く（第30回文化庁芸術祭賞優秀賞受賞）[4]
- あいラブ優ちゃん(1976年) - 知的障害を持つ自身の愛娘を描いた
- 記者ありき  六鼓・菊竹淳(1977年)
- 草の上の舞踏 (1978年) - 山寺に集って舞踊を行う在日韓国人一世の老婦人たちの生活を描く
- 鳳仙花 - 近く遙かな歌声(1980年)
- 絵描きと戦争(1981年) - 藤田嗣治と坂本繁二郎の生涯を描く
- むかし男ありけり(1984年) - 檀一雄の足跡を高倉健が辿る
- ふりむけばアリラン峠 (1987年)
- 桜吹雪のホームラン - 証言・天才打者大下弘(1989年)
- 記者それぞれの夏 - 紙面に映す日米戦争(1990年)
- 日出づる国の密使 - 明石元二郎ペテルブルグの謀略 (1992年)
- ハリウッドの光のかげに - 日系俳優マコの50年 (1994年) - マコ・イワマツの生涯を辿る
- 月白の道 - 戦場から帰った詩人 (1997年) - 丸山豊の戦争体験を描く
- オールドディック (2001年) - 唯一のテレビドラマ 主演は三國連太郎

## 編著
- 『六鼓菊竹淳 - 論説・手記・評伝』（葦書房、1975年）
- 『記者たちの日米戦争』（角川書店、1991年）

## 受賞・受章
- 第25回文化庁芸術祭大賞（1970年）「苦海浄土」
- 第1回放送文化基金賞ドキュメンタリー番組本賞（1974年）「鉛の霧」
- 第26回芸術選奨新人賞（1975年）「祭りばやしが聞える」
- 第14回ギャラクシー賞大賞（1976年）「あいラブ優ちゃん」
- 第33回文化庁芸術祭優秀賞（1978年）「草の上の舞踏」
- 第21回日本ジャーナリスト会議賞本賞（1978年）「記者ありき 六鼓・菊竹淳」
- 第22回毎日芸術賞（1980年）「鳳仙花 - 近く遙かな歌声」
- 第35回文化庁芸術祭大賞（1980年）「鳳仙花 - 近く遙かな歌声」
- 第36回文化庁芸術祭優秀賞（1981年）「絵描きと戦争」
- 第39回文化庁芸術祭優秀賞（1984年）「むかし男ありけり」
- 第14回放送文化基金賞（1988年）「ふりむけばアリラン峠」
- 第5回文化庁芸術作品賞（1990年）「記者それぞれの夏 - 紙面に映す日米戦争」
- 第16回福岡市文化賞（1991年）
- 第23回日本記者クラブ賞（1995年）
- 第3回福岡県文化賞（1995年）
- 第2回放送文化基金企画選奨（1996年）「月白の道」
- 紫綬褒章（2002年）